# Mutamenti del destino
Mutamenti del destino (in russo Перемена участи?, Peremena učasti) è un film del 1987 diretto da Kira Muratova, tratto dal racconto La lettera di William Somerset Maugham.

## Genesi dell'opera
Il film segna il ritorno di Kira Muratova alla regia cinematografica dopo un periodo di difficoltà. Infatti i precedenti film della regista non erano stati graditi dalle autorità sovietiche: Brevi incontri del 1968 era stato subito ritirato dagli schermi, Lunghi addii del 1971 fu messo al bando dalla censura, Tra le pietre grigie del 1983 fu talmente modificato, che la regista non lo riconobbe e uscì firmato con uno pseudonimo. Con l'inizio della perestrojka in URSS la Muratova avvertì l'inizio di una fase di maggiore autonomia; ma preferì far ricorso a un soggetto tratto da un'opera letteraria.
Il soggetto di Mutamenti del destino è tratto dal racconto La lettera pubblicato da Maugham nella raccolta The Casuarina Tree del 1926. La vicenda, ispirata a un fatto realmente accaduto nel 1911 a Kuala Lumpur, ebbe un immediato successo: fu adattata dallo stesso Maugham in un dramma teatrale rappresentato nel 1927 e fu trasportato per lo schermo numerose volte.

## Trama
Il racconto di Maugham si svolge anni venti in Malaysia e a Singapore, all'epoca colonie britanniche. Leslie Crosbie, moglie di un piantatore inglese di gomma, ha ucciso Geoffrey Hammond, un connazionale piantatore anch'egli. Imprigionata a Singapore in attesa del processo, si giustifica affermando di aver reagito a un tentativo di stupro. La concubina cinese di Hammond possiede tuttavia un biglietto, scritto da Leslie Crosbie il giorno precedente l'omicidio, nel quale la donna invitava Hammond ad un incontro in quanto suo marito sarebbe stato assente. Quando Joyce, l'avvocato di Leslie, le chiede spiegazioni sul contenuto della lettera, Leslie risponde che aveva invitato Hammond perché voleva acquistare da lui una tenuta da regalare al proprio marito come dono di compleanno. Joyce ribatte che il tono appassionato della lettera e il fatto che Leslie abbia sparato ad Hammond ben sei colpi di rivoltella, contraddice la sua versione e potrebbe far nascere nei giurati dei sospetti sui veri legami esistenti fra lei e l'ucciso. Robert Crosbie, il marito di Leslie, versa una forte somma all'amante cinese di Hammond in cambio della lettera, che non sarà quindi utilizzata al processo contro la moglie. Terminato il processo, Leslie, che è stata assolta, confessa sconvolta all'avvocato che Hammond era suo amante, che lei lo ha ucciso per gelosia, e che suo marito Robert conosce la verità, ma l'ha difesa per amore. Subito dopo la donna ritorna nuovamente calma e padrona di sé, come deve essere una donna ben educata.
Il film della Muratova segue per grosse linee gli eventi del racconto. Le vicende sono ambientate in una regione non meglio specificata dell'Asia centrale dell'Unione Sovietica, in epoca contemporanea (gli anni settanta del '900). I personaggi indossano vestiti europei, anziché russi o sovietici, e portano nomi propri internazionali: la Leslie Crosbie del racconto diventa Maria, il marito Robert diventa Filipp, l'amante Geoffrey Hammond diventa Aleksandr, mentre Mr. Joyce è un avvocato privo di nome. Tali scelte sono dovute da un lato a motivi economici, ossia ai minori costi derivanti da una ambientazione contemporanea, dall'altro al tentativo di dare una dimensione atemporale alla vicenda.
Il film ha avuto successo. In Italia tuttavia è stato trasmesso da Rai tre nel programma Fuori orario. Cose (mai) viste in lingua russa sottotitolata.